# FF Group
FF Group (anterior Elmec) este retailer de îmbrăcăminte și încălțăminte din Grecia. Este distribuitorul exclusiv al produselor Nike în România. În 2009 compania deținea 24 de magazine Nike, față de 14 in 2018. În afară de brandul Nike, FF Group deține alte 5 magazine Collective, 5 magazine _kix, 2 magazine Follie Follie (marcă propie), 1 magazin Calvin Klein Jeans și 1 magazin de articole sportive Loft.